# Yasutoshi Murakawa
Yasutoshi Murakawa (jap. 村川 康敏 Yasutoshi Murakawa; * 31. Mai 1971 in Tokyo) ist ein japanischer Drehbuchautor.

## Leben
Er studierte unter Hiroshi Kashiwabara, Takuya Nishioka, Yumiko Inoue, seither arbeitet aer als Schriftsteller.

## Filmografie

### Drehbuch
- Zombie Killer – Sexy as Hell (2008)
- Wangan Midnight (2009)

### Fernsehspiel
- Golgo 13 (2009)
- Letter Bee (2010)
- Detektiv Conan (2012-)